# Farceaux
Farceaux ist eine französische Gemeinde mit 343 Einwohnern (Stand 1. Januar 2022) im Département Eure in der Region Normandie (vor 2016 Haute-Normandie). Sie gehört zum Arrondissement Les Andelys und zum Kanton Gisors. Die Einwohner werden Farceliens genannt.

## Geographie
Farceaux liegt etwa 60 Kilometer ostsüdöstlich von Rouen. Umgeben wird Farceaux von den Nachbargemeinden Saussay-la-Campagne im Norden, Le Thil im Norden und Nordosten, Hacqueville im Osten und Südosten, Suzay im Süden und Südwesten sowie Frenelles-en-Vexin im Westen.

## Bevölkerungsentwicklung
| Jahr                       | 1962 | 1968 | 1975 | 1982 | 1990 | 1999 | 2006 | 2019 |
| Einwohner                  | 232  | 181  | 152  | 144  | 185  | 275  | 283  | 344  |
| Quellen: Cassini und INSEE |      |      |      |      |      |      |      |      |

## Sehenswürdigkeiten
- Grabhügel von Lalonde
- Kirche Saint-Vaast
- Burgruine
- Schloss Neuville